# 문학명
문학명 (文學明, 일본식 이름:平岩學明, 1893년 3월 12일 ~ ?)은 일제강점기의 관리로, 평양세무감독국 사세관을 지냈다. 평안남도 출신이다.

## 생애

### 평양세무서 직세과 속이 되기까지
1893년 3월 12일 평안남도에서 태어났고 평안남도 관립 평양고등보통학교를 졸업했다. 1915년 6월 판임관견습시험에 합격하고 1917년 평안남도 제1부에서 판임관견습을 시작했다. 2년 뒤인 1919년 5월에는 평양부 서기에 임명되어 1934년 5월까지 근무했다. 1933년1월에는 훈8등 서보장을 받았다.
1938년 3월까지 평양세무감독국 평양세무서 직세과 속을 지냈다. 1937년 7월 중일전쟁 개전 이후, 조선북지사건특별세령에 의한 소득특별세,임시이득특별세,이익배당특별세 등의 조세 부과 사무를 적극 수행했다.

### 해주세무서 속
1938년 4월부터 1940년 3월까지 평양세무감독국 해주세무서 속으로 근무하면서 평양 지방전매국 해주출장소 속을 겸했다. 재직 당시 조선지나사변특별세령에 의한 청량음료세, 입장세 및 특별입장세, 유흥음식세, 물품세 등의 부과 사무를 적극 수행했다. 이 일로1940년 1월 훈7등 서보장을 받았다.

### 성천세무서 사세관보
해주세무서 속에서 훈7등 서보장을 받은 뒤에는 3월부터 평양세무감독국 성천세무서 속(세무서장)으로 근무하다 1941년 사세관보로 승진하여 성천세무서 사세관보를 지냈다.
1943년 5월에는 사세관(고등관 7등)으로 승진해 해방될 때까지 평양세묵 감독국 강계서무서장을 지냈다.
그리고 그해 10월에 훈6등 서보장을 받았다.

## 참고 자료
- 친일인명사전편찬위원회 (2009). 《친일인명사전》. 800~801쪽.